# Gang (steeg)

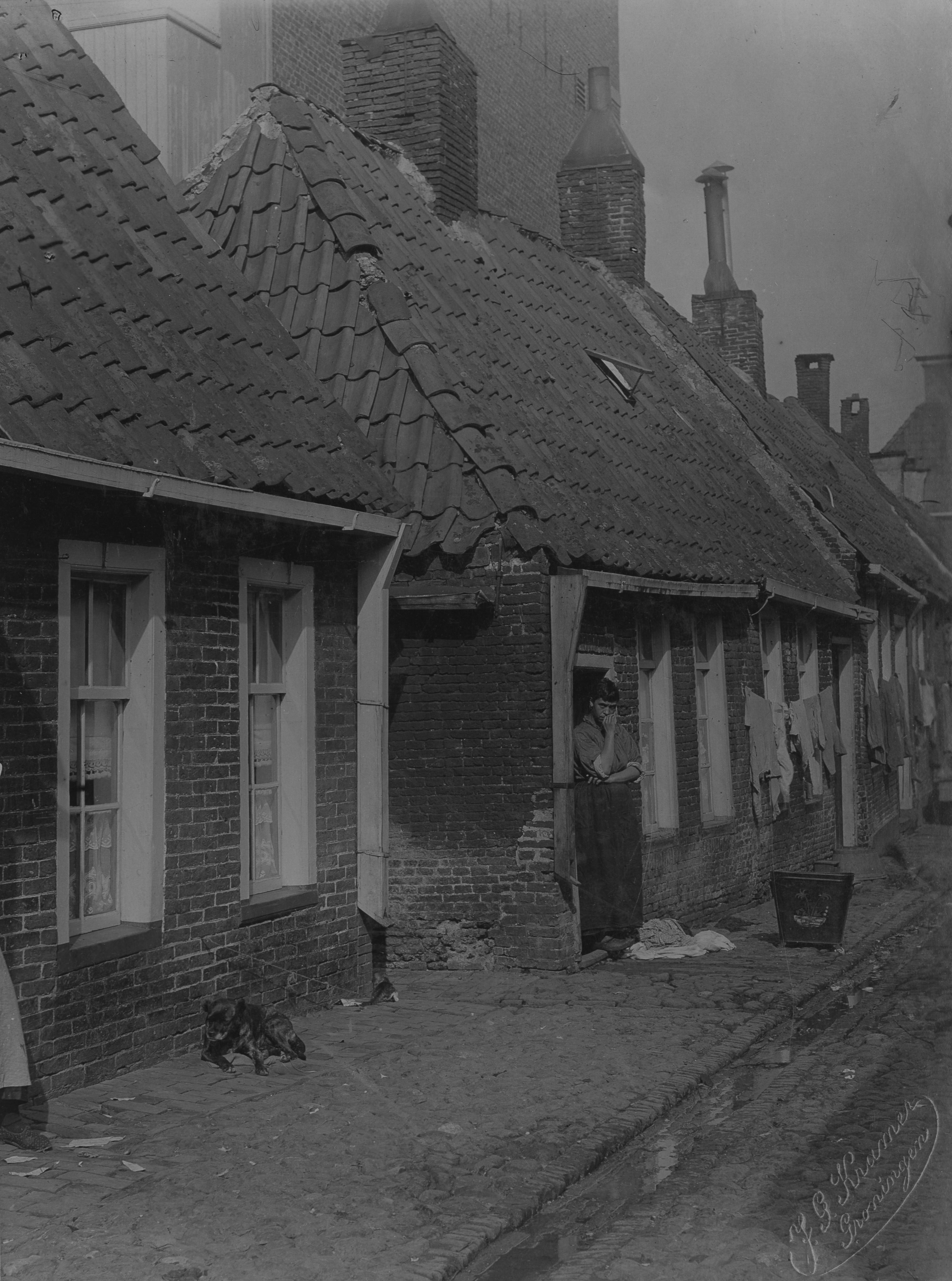
Straatbeeld rond 1900 in de Moeskersgang in Groningen

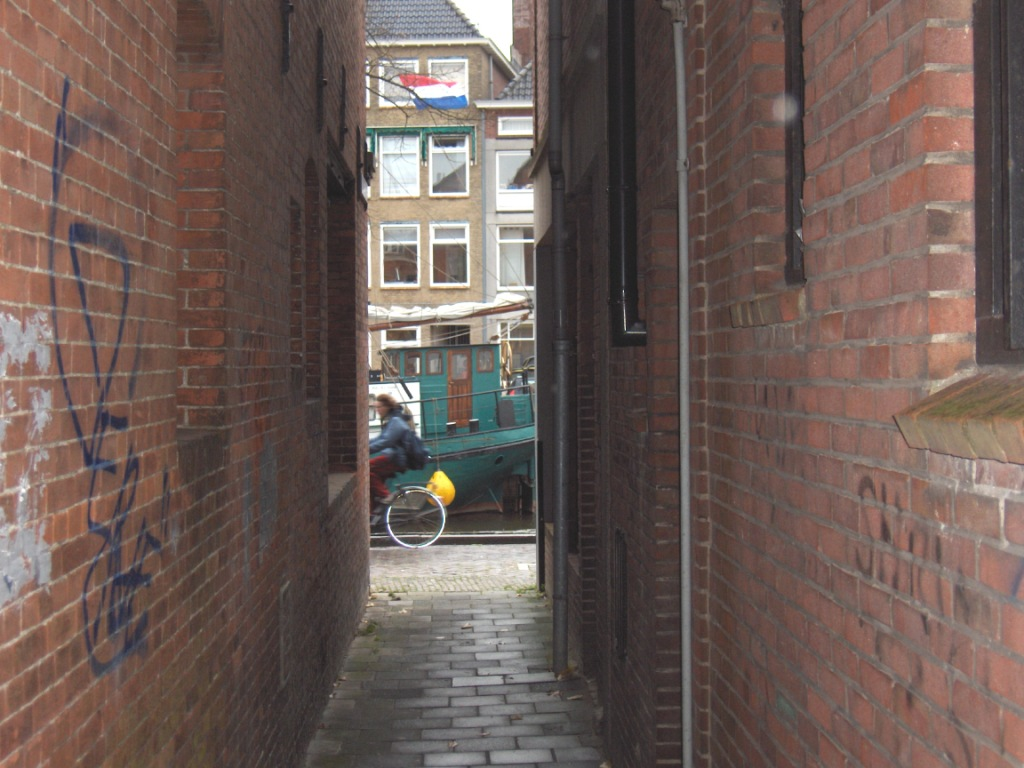
De Speldenmakersgang in Groningen

Een gang is een doodlopende steeg. Gangen geven toegang tot bebouwde achtererven, erven die achter de huizen aan de straten of grachten liggen.
Gangen en stegen zijn in veel steden te vinden, en soms worden ze met andere namen aangeduid: gas of halvegas (Nijmegen) glop, steiger, hol, jat (Groningen) of slop. Het woord gang is afgeleid van het werkwoord gaan, en is verwant aan het Duitse Gasse en het Scandinavische gata en gatan. In oude handschriften wordt een gang ook wel aangeduid met zaksteeg (Amsterdam) en dat maakt meteen duidelijk dat het verwant is aan: Duits: Sackgasse, in het Frans: cul-de-sac en in het Engels: blind alley. In België spreekt men van beluiken. 

## Forten
Een ensemble van een gang, binnenplaatsje en aangrenzende bebouwing wordt in sommige plaatsen een fort genoemd. Veel forten ontstonden rond 1600. Sloppen met krotten zijn in de negentiende eeuw in verval geraakte forten. In deze forten leefden eeuwenlang ambachtslieden, vandaar dat in Amsterdam meer dan 30 % van de gangen zijn vernoemd naar ambachten die er werden uitgeoefend. In de negentiende eeuw woonden in deze forten de minstbedeelden en de gezinnen van losarbeiders. Eind negentiende eeuw werden in Amsterdam ook aan gangen panden met vier etages gebouwd, de zogeheten revolutiebouw. Het gevolg daarvan was dat in de woningen nauwelijks licht en lucht kon toetreden. Sanitaire voorzieningen waren beperkt en moesten worden gedeeld.
Netwerken van gangen en stegen achter de gevelwand worden vaak aangeduid als achterbuurt. Auke van der Woud tracht in zijn boek Koninkrijk vol sloppen de aandacht te vestigen op de achterbuurt als een stedenbouwkundig begrip, buurtjes achter de gevelwand. De achterbuurt als topografische aanduiding is echter eind negentiende eeuw zo zwaar verkleefd geraakt met negatieve betekenissen dat de erfgoedwaarde van deze eeuwenoude ensembles niet meer werd onderkend en het woord fort zelfs in vergetelheid raakte. In de 21e eeuw worden de forten als zijnde ensembles van gangen, binnenplaatsjes en aangrenzende bebouwing, erkend als bijzonder en kenmerkend voor een oude stad.

## Amsterdam

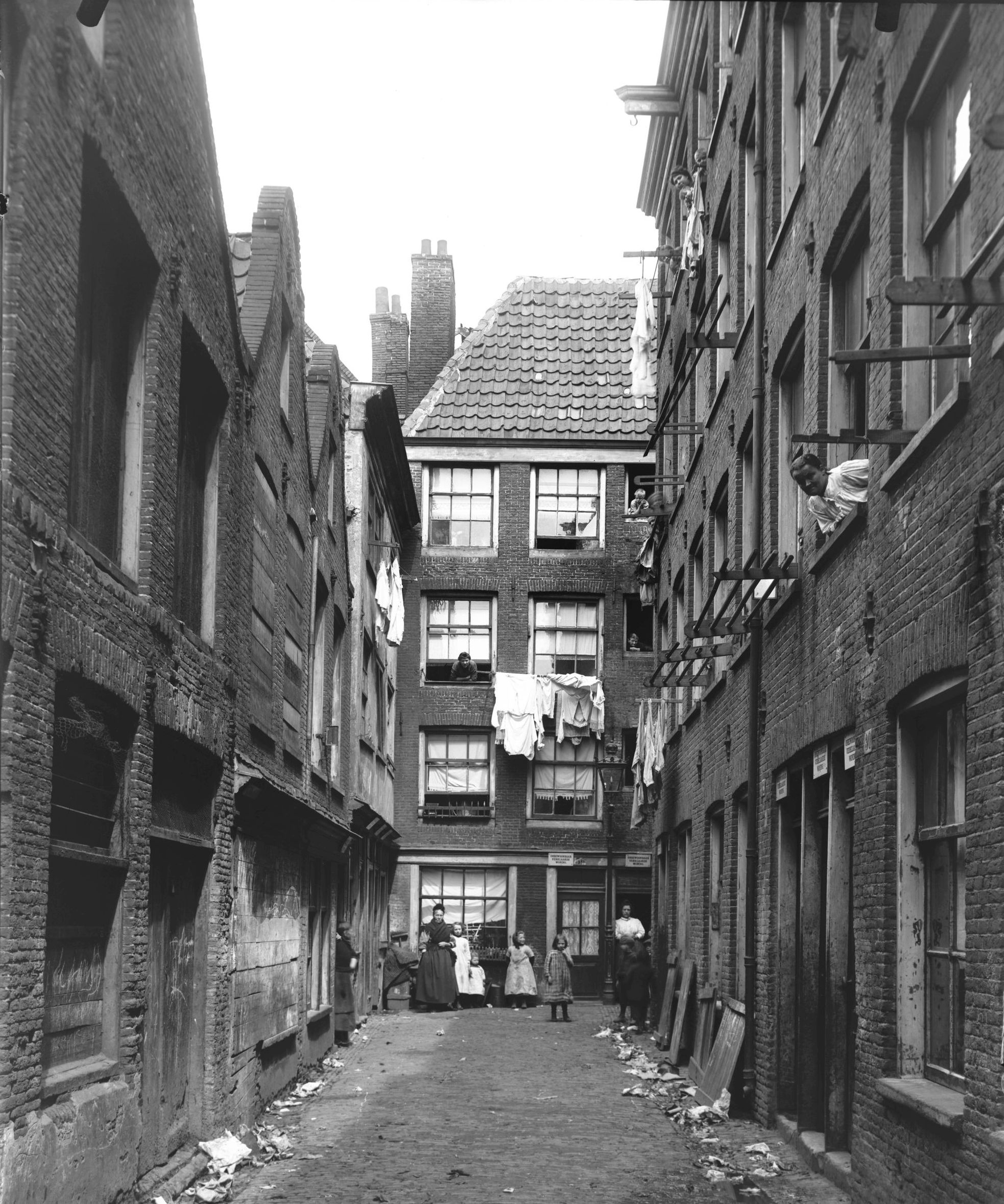
Wijde Gang, Willemsstraat 24-68A, Jordaan, Amsterdam

In de Jordaan en de Jodenbuurt bevonden zich tussen de huizen talloze gangen die toegang gaven tot inpandige woningen. In de Jordaan kwamen relatief veel gangen en weinig stegen voor, terwijl in de Amsterdamse binnenstad juist veel stegen en weinig gangen te vinden waren. Dit verschil wijst op een afwijkende ontstaansgeschiedenis van respectievelijk gangen en stegen. De Jordaan werd in de 17e eeuw aangelegd als arbeiderswijk, waarbij de beschikbare ruimte intensief werd benut. Gangen boden hier toegang tot dicht op elkaar gebouwde, vaak eenvoudige woningen achter de voorgevels. De binnenstad daarentegen was oorspronkelijk bedoeld voor de welgestelde burgerij en kende ruimere bebouwing, waardoor stegen vooral dienden als doorgang en niet als toegang tot achtergelegen bewoning.
Aan het einde van de negentiende eeuw groeide binnen de burgerij de aandacht voor de benauwde en ongezonde leefomstandigheden in deze dichtbebouwde stadsdelen. In 1775 telde de Willemsstraat alleen al 57 gangen. Archiefonderzoek wijst uit dat veel van deze gangen al vóór 1614 zijn ontstaan, en dat gedurende meerdere eeuwen ongeveer 80 procent van de bewoners van de Jordaan in dergelijke achterbebouwing woonde. Sinds 2015 is tussen Willemsstraat 22 en 110 in het straatplaveisel een reconstructie aangebracht van de oorspronkelijke verkaveling.
In 2002 werd een aantal 17e-eeuwse ambachtswoningen aan de Pottenbakkersgang in de Jordaan afgebroken en herbouwd in het Nederlands Openluchtmuseum in Arnhem, voor een bedrag van circa 7,5 miljoen euro. Twee medewerkers van het museum verklaarden achteraf dat het ensemble in situ beter tot zijn recht zou zijn gekomen.

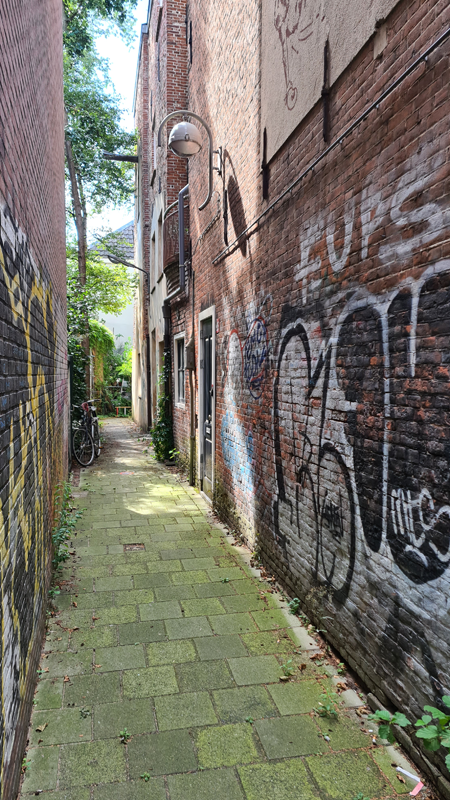
Gruttersgang, Hazenstraat 30-48, Jordaan, Amsterdam

## Groningen
In de lijst van straten in Groningen worden 43 (veelal niet doodlopende) gangen in de binnenstad met name genoemd. Naast de uitgang gang, zoals bijvoorbeeld in de Mussengang, Donkersgang en de Papengang, gebruikt men in Groningen varianten als jat (de Oude en Nieuwe Kijk in 't Jatstraat) en gat (het Koude Gat). De Groningse VVV publiceerde een wandelroute langs de voormalige armoedige stegen.

## Sanering
Eind negentiende en begin twintigste eeuw werden in Nederland in verschillende steden veel verkrotte woningen aan gangen en stegen onbewoonbaar verklaard. Na de invoering van de Woningwet in 1903 verschenen op deze panden bordjes met de tekst onbewoonbaar verklaarde woning. De voormalige woonruimtes kregen vaak een andere functie of raakten steeds verder in verval, totdat ze uiteindelijk werden gesloopt. Als gevolg van herstructurering verdwenen de bijbehorende gangen geleidelijk uit het straatbeeld.